# Didiuhet
 (mai 2015).
Si vous disposez d'ouvrages ou d'articles de référence ou si vous connaissez des sites web de qualité traitant du thème abordé ici, merci de compléter l'article en donnant les références utiles à sa vérifiabilité et en les liant à la section « Notes et références ».
Les Didiuhets (appelés également diuhets  ou diliuhets) sont l'un des trois groupes principaux de l'ethnie Het de la région argentine de la pampa. 

## Histoire
À l'arrivée des Espagnols au XVIe siècle, ils habitaient les territoires de la province de Santa Fe, (au sud du Río Tercero), la moitié nord de l'actuelle province de Buenos Aires, pratiquement toute la province de La Pampa, arrivant jusqu'au sud-est de celle de Mendoza. 
Les Didiuhets qui habitaient les zones côtières du Río de la Plata et du Río Paraná au XVIe siècle, étaient culturellement fort influencés par les avás ou guaranís, et c'est eux plus particulièrement, que ces derniers appelaient « querandís ». 
Ils se rendirent célèbres en faisant échouer la première tentative de création de la 
ville de Buenos Aires.